# Robert Grosseteste

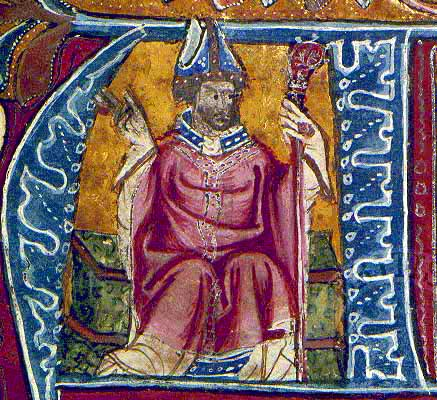
Robert Grosseteste

Robert Grosseteste (* vor 1170; † 9. Oktober 1253) war ein englischer Theologe, Philosoph und Bischof von Lincoln.

## Leben
Aus armen anglonormannischen Verhältnissen stammend, studierte Grosseteste vor 1190 die artes liberales am Domstift in Hereford und wurde in die Dienste des dortigen Bischofs aufgenommen. Er studierte wohl danach in Paris Theologie und war vielleicht im Jahr 1214 der erste Kanzler der Universität Oxford. 1225 erhielt er, der immer noch Diakon war, seine Klerikerpfründe, 1229/1230 kümmerte er sich um die theologische Ausbildung der englischen Franziskaner.
1235 wurde Grosseteste Bischof in Lincoln. Seine Diözese betreute er, der sich mit den auf dem 4. Laterankonzil (1215) beschlossenen Kirchenreformen identifizierte, in Seelsorge und Verwaltung vorbildlich. Der ihm eigene reformerische Impetus brachte ihn, vor allem nach dem Konzil von Lyon (1245), in zunehmenden Gegensatz zum Papsttum. So überreichte er Papst Innozenz IV. (1243–1254) im Jahr 1250 eine Denkschrift, worin er die päpstliche Benefizienvergabe kritisierte und diese für die Missstände in der englischen Kirche verantwortlich machte. Mit einem Fall von päpstlicher Pfründenvergabe an den Neffen des römischen Bischofs an seiner eigenen Domkirche in Lincoln hatte Grosseteste sich in seinem letzten Lebensjahr auseinanderzusetzen.
Robert Grosseteste starb in der Nacht vom 8. zum 9. Oktober 1253. Verschiedene Anläufe der Kanonisierung (Heiligsprechung) blieben erfolglos.

## Werke
Viele Werke von Robert Grosseteste sind uns überliefert. Grosseteste galt als Meister der aristotelischen Logik, als Beobachter von Naturphänomenen (Optik, Klima, Form, Bewegung, Zeit), die er mit der Mathematik und Geometrie analysierte, als Übersetzer aus dem Griechischen (aristotelische Ethik, Schriften des Johannes von Damaskus und des Pseudo-Dionysius), als Metaphysiker („Gott ist Licht“).
In drei Werken – Compotus, Compotus Minor, Compotus Correctorius – setzte er sich mit dem Computus auseinander. Ein viertes Werk mit u. a. dieser Thematik Carmen de mundo et partibus wird ihm zugeschrieben. Schriftkommentare, beispielsweise ein Hexaemeron, Predigten und ein allegorisches Gedicht über die Erlösung (Château d’Amour) runden das literarische Œuvre des bedeutenden konservativen Kirchengelehrten ab.
Für Prediger, die einen sofortigen thematischen Zugriff auf Bücher brauchten, verfasste Grosseteste Tabula distinctionum. Mit Hilfe des griechischen und römischen Alphabets und zahlreicher Symbole schuf er das erste umfassende Sachregister, das mit Verweisen auf Passagen in der Bibel, die Schriften der Kirchenväter und Klassiker der Antike arbeitete.
Seine Theorien des Lichts bereiteten der experimentellen Optik den Weg; sein Werk wurde von Roger Bacon fortgesetzt.